# Beauty No. 2
Beauty No. 2 (de 1965) é um filme dirigido por Andy Warhol. O filme traz apenas três atores no elenco, são eles Edie Sedgwick, Gino Piserchio e Chuck Wein.

## Sinopse
Durante o tempo todo, o filme tem apenas um ponto de vista fixo, mostrando uma cama com Edie Sedgwick e Gino Piserchio, deitados. Nós, telespectadores, podemos ouvir Chuck Wein fazendo perguntas para Sedgwick, mas ele está fora do foco da câmera, por isso nós não podemos vê-lo durante todo o filme.
Edie Sedgwick está usando apenas sutiã e calcinha, enquanto Piserchio - que beija e seduz Sedgwick a todo instante - usa apenas cuecas. Chuck Wein, com a visível intenção de irritá-la, continua fazendo perguntas para Sedgwick. Piserchio não se importa, ele é como um espectador e não interage com Wein.
Os diálogos e as perguntas que Chuck Wein fazem, parecem ser criado de improviso, e soam desconexas o tempo inteiro. O clímax do filme só é concebido quando Edie Sedgwick finalmente se irrita e joga um cinzeiro de vidro contra Chuck Wein, quebrando-o.
Este filme foi filmado em julho de 1965, e a première ocorreu no dia 17 de julho de 1965.